# Dance 2 Eden
Dance 2 Eden begon in 1992 met het organiseren van dance evenementen, met als thuisbasis wat velen de tempel van hardcore noemen, de Vechtsebanen te Utrecht. Evenementen als Ghosttown, Trip 2 Dreamland en the Eden Rave bleken scene-setting en droegen sterk bij aan de populariteit van hardcore.
Toen in 1998 de populariteit van hardcore sterk terugliep was de organisatie genoodzaakt een punt te zetten achter haar bestaan. The Final Dance 2 Eden zou haar laatste evenement worden.
In 2002 kwam de organisatie echter weer bij elkaar en na enkele try outs in discotheken werd in 2003 een van de eerste grote early rave evenementen in de geschiedenis georganiseerd.
Tegenwoordig is early rave een populaire stroming op grote dance evenementen. Sinds het begin van haar bestaan heeft Dance 2 Eden zo'n 70 grote raves georganiseerd en behoort hiermee tot de succesvolste organisaties van Nederland.